# Třída Folgore
Třída Folgore byla třída meziválečných torpédoborců italského královského námořnictva. Celkem byly postaveny čtyři jednotky této třídy. Ve službě byly v letech 1932–943. Účastnily se druhé světové války, ve které byly všechny potopeny.

## Stavba
Celkem byly postaveny čtyři jednotky této třídy, která navazovala na předcházející třídu Freccia. Do služby byly zařazeny roku 1932.
Jednotky třídy Folgore:
| Jméno   | Založení kýlu | Spuštěna | Vstup do služby | Osud |
| ------- | ------------- | -------- | --------------- | --- |
| Baleno  | 1929          | 1931     | červen 1932     | Dne 16. dubna 1941 těžce poškozen v bitvě u Kerkenny, druhý den se potopil.                                                                                       |
| Folgore | 1930          | 1931     | červenec 1932   | Dne 2. prosince 1942 ho během obrany italského konvoje potopily britské křižníky svazu Q.                                                                         |
| Fulmine | 1929          | 1931     | září 1932       | Dne 9. listopadu 1941 ho potopily válečné lodě britského svazu K (křižník HMS Aurora, torpédoborce HMS Lively a HMS Lance) v bitvě o konvoj Duisburg.             |
| Lampo   | 1930          | 1931     | srpen 1932      | Dne 16. dubna 1941 těžce poškozen v bitvě u Kerkenny a najel na břeh. Opraven byl v květnu 1942. Dne 30. dubna 1943 byl definitivně potopen spojeneckými letadly. |

## Konstrukce

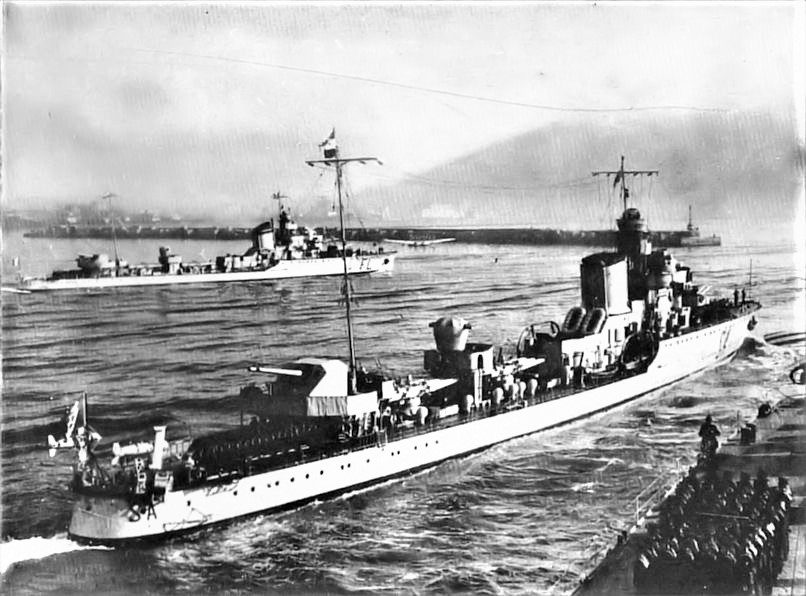
Saetta a Fulmine

Výzbroj tvořily čtyři 120mm kanóny ve dvoudělových věžích, dva 40mm protiletadlové kanóny, čtyři 13,2mm kulomety a dva trojhlavňové 533mm torpédomety. Původní 40mm kanóny a kulomety na začátku války nahradilo pět až šest 20mm kanónů. Plavidla rovněž mohla naložit až 54 min. Pohonný systém tvořily tři kotle a dvě turbíny o výkonu 44 000 hp, pohánějící dva lodní šrouby. Nejvyšší rychlost dosahovala 38 uzlů. Dosah byl 3600 námořních mil při rychlosti 12 uzlů.

### Modifikace
Na začátku války byly 40mm kanóny a kulomety nahrazeny pěti až šesti 20mm kanóny. Na Folgore a Lampo byl roku 1942 jeden torpédomet nahrazen dvěma 37mm kanóny.